# Hardt (Toponym)
Der Flurname Hardt, Hart  oder Hard bedeutet ‚Bergwald‘, ‚bewaldeter Hang‘. Er ist Bestandteil in einigen Familiennamen wie „Mozart“.

## Varianten
Häufig sind in Namen die verwandten Schreibweisen mit d, t, dt oder th – sowie mit aa – anzutreffen. Harz und Harst sind weitere Varianten.
Das Wort kann auch auf ehemalige Waldweidewirtschaft hindeuten.
Besonders entlang des Rheins und in Mittelhessen bezieht sich der Begriff auf bewaldete Abhänge am Rande von Flussauen sowie Fluss- und Bachtälern. Das Wort steht in Nähe zu Horst‚ Strauchwerk, Pflanzengruppe, Büschel‘.
In Sachsen tritt die Form Harthe auch für Waldstück am Abhang oder ein Stück an der Ortsgrenze auf.
Nicht verwandt sind aber das Adjektiv hart und der zu althochdeutsch *hard, *hart ‚streng‘ gehörende Namensbestandteil -hard ‚kräftig‘ wie in Gerhard, Eberhard, Burkhardt u. a.

## Varianten und Beispiele
Diverse Orte, Berge:
- Haard
- Haardt
- Hard
- Hardt
- Hart
- Harth
- Hartl
- Harz

Der Begriff wird im Neuhochdeutschen nicht mehr benutzt, lebt jedoch auch dort in unzähligen Namen als Prä- und als Suffix weiter:
- Hardegg/Hardeck
- Hartberg/Hardtberg/Hardberg
- Hardtkopf, Hardthöhe
- Hardtwald (Bedeutungsdoppelung)
- Harthof

Spezielle Fälle:
- Höhnhart (‚Höhenwald‘, der ursprüngliche Name des Kobernaußerwalds)
- Murrhardt, Stadt
- Rothaargebirge (ursprünglich Rod-Hardt-Gebirge, also ‚gerodetes Waldgebirge‘)
- Mundhardt (Pfalz)
- Spessart (‚Spechtswald‘)
- Nördliche Hardt